# Грамоткін Ігор Іванович
І́гор Іва́нович Гра́моткін  (*17 липня 1964, Леніногорськ, Східноказахстанської обл. (Казахстан)) — генеральний директор державного спеціалізованого підприємства «Чорнобильська АЕС» з 2005 року

## Освіта
У 1988 році закінчив Томський політехнічний інститут за фахом «фізико-енергетичні установки», інженер-фізик.

## Біографія
Грамоткін Ігор Іванович народився 17 липня 1964 року в м. Леніногорськ, Східноказахстанської обл. (Казахстан).
Трудовий шлях почав лаборантом кафедри Томського політехнічного інституту. Потім став студентом і закінчив цей же інститут за фахом «фізико-енергетичні установки», інженер-фізик.
З 1988 по 1995 р.р. працював на Чорнобильській АЕС оператором 6 гр., інженером, начальником зміни реакторного цеху і заступником начальника зміни станції оперативної групи управління.
З 1995 по 2001 рік:
 — офіційний представник польського підприємства Bodulwano-Handlowe «Zalubski» по Україні та країнах СНД;
 — Голова наглядової ради «Технічний центр Енергія».
З 2001 року по лютий 2005 року посідав посаду заступника директора служби людського ресурсу ВП «Запорізька АЕС» ДП НАЕК «Енергоатом».
З 11 серпня 2005 року по 30 липня 2018 року — генеральний директор ДСП ЧАЕС.